# Тележка Якобса
Тележка Якобса — разновидность вагонной тележки, названная в честь немецкого железнодорожного инженера Вильгельма Якобса (1858–1942). Обычно находится на сочлененных железнодорожных вагонах и трамваях. 
Вместо того, чтобы находиться под одним из вагонов, тележка Якобса расположена между двумя вагонами. Вес каждого вагона распространяется на одну половину тележки Якобса.

## История
Первым скоростным поездом, использовавшим данный тип тележки, был немецкий Fliegender Hamburger в 1932 году. В Соединенных Штатах такие конфигурации были использованы на протяжении XX века с некоторым успехом на ранних аэродинамических пассажирских составах, таких как M-10000 и Pioneer Zephyr (1934 год), и на различных сочленённых поездах Southern Pacific. На поездах Dallas Area Rapid Transit (DART) изначально использовалась одна центральная тележка между двумя вагонами, но затем, чтобы добавить низкую центральную секцию для удобства въезда инвалидов на колясках, было сделано 3 секции вагонов с двумя тележками Якобса.
Вагоны с тележками Якобса включают изготовленные французской компанией Alstom скоростные поезда TGV и Eurostar, серия Bombardier Talent из нескольких единиц, LINT41, поезда S-Bahn Класс 423, канадские CN Turbo-Trains, несколько поездов Stadler FLIRT, IC3 Adtranz и трамвай ForCity компании Škoda.
В Австралии тележки Якобса были впервые использованы в 1984–1985 на трамваях B-class в Мельбурне, используемых на двух бывших пригородных железных дорогах, которые были преобразованы в легкорельсовые.
На интермодальных грузовых поездах, таких как Pacer Stacktrains, используются контейнерные вагоны, соединённые с помощью тележек Якобса в группы от трех до пяти.

## Локомотивы
Некоторые двухсекционные электровозы с тремя тележками, такие, как NZR EW class, имеют сочлененный корпус, поддерживаемый центральной тележкой.

## Трамвай
Тележки Якобса могут использоваться в трамваях, таких, как ЛВС-86, Tatra К2 или SL79 в Осло. Первый 100%-но низкопольный трамвай с поворотными тележками, Škoda ForCity, также использует модифицированные тележки Якобса.

## Преимущества
- Безопасность, потому что поезда менее склонны к развалу гармошкой после схода с рельсов. Был случай схода с рельсов поезда TGV на скорости около 300 км/ч без жертв или тяжелых травм среди пассажиров[2].
- Меньший вес и затраты на производство, потому что на каждое сцепление вагонов требуется на 1 тележку меньше.
- Меньше скрипа и других шумов от колёс из-за меньшего количества тележек (на 1 тележку меньше).

## Недостатки
- Вагоны постоянно соединены и могут быть разделены только в депо. Однако, некоторая гибкость может быть достигнута путем соединения двух или трёх поездов вместе.
- Чем меньше тележек и колёс, тем больше нагрузка на ось (от 2 до 4 раз выше, чем в обычной тележке).
- Так как вагоны поддерживаются только на своих концах, середина каждого вагона будет больше выступать за колею на кривых, чем вагоны с собственными тележками, то есть увеличивается габарит подвижного состава.